# Leopold Thurner
Leopold Thurner (* 7. November  1888 in Maribor; † 22. Mai 1980 in Villach) war ein österreichischer Politiker (ÖVP), Berufssoldat und Fabrikant. Er war von 1949 bis 1953 Abgeordneter zum Österreichischen Nationalrat.

## Leben
Thurner besuchte nach der Volksschule die Staatsoberrealschule in Marburg und legte dort 1906 die Matura ab. Er absolvierte Studienreisen nach Italien, Frankreich und in die USA und setzte seine Ausbildung an der Theresianischen Militärakademie fort. Er wurde zum Infanterieregiment Nr. 97 nach Triest ausgemustert, 1913 erfolgte seine Aufnahme in die Kriegsschule. Während des Ersten Weltkriegs diente er als Generalstabsoffizier insbesondere an der italienischen Front, wobei er in den letzten Kriegsmonaten in der Kriegswirtschaftlichen Abteilung des Kriegsministeriums eingesetzt war. Nachdem er nach dem Ende des Kriegs nicht in das Bundesheer übernommen wurde, war er zunächst selbständig im Holzhandel und danach als Beschäftigter in der Versicherungsbranche bzw. als Handelsvertreter in der Mineralölbranche tätig. Er engagierte sich in der Heimwehr und wurde nach deren Auflösung 1936 Stabschef der 7. Frontmilizbrigade Klagenfurt. Nach der Machtübernahme der Nationalsozialisten verlor Thurner diese Stellung wieder und fand 1939 eine Anstellung in der Gräflich Lodron'sche Forstverwaltung. Im Jahr 1942 übersiedelte er nach Mühldorf, wo er für die Textilfirma M. Hopfgartner arbeitete. 
Nach dem Ende des Zweiten Weltkriegs wurde Thurner 1945 Bürgermeister-Stellvertreter in Mühldorf und gründete dort 1946 eine Elektrogerätefabrik. Er war Obmann der ÖVP-Mühldorf und Obmann des Wirtschaftsbundes Mühldorf und vertrat die ÖVP zwischen dem 8. November 1949 und dem 18. März 1953 im Nationalrat.